# Monohelea archibaldoi
Monohelea archibaldoi är en tvåvingeart som beskrevs av Tavares och Alves de Souza 1980. Monohelea archibaldoi ingår i släktet Monohelea och familjen svidknott. Inga underarter finns listade i Catalogue of Life.